# Józef Parczyński
Józef Stanisław Parczyński ps. „Cham”, „Gal”, „Świt” (ur. 14 lutego 1897 w Częstochowie, zm. 4 listopada 1965 w Katowicach) – podpułkownik piechoty Wojska Polskiego, kawaler Orderu Virtuti Militari. 

## Życiorys
Urodził się 14 lutego 1897 roku w Częstochowie, w rodzinie Józefa, kupca, i Heleny ze Skajskich. Miał braci Stanisława (dentystę) i Mieczysława (kupca) oraz siostry Janinę i Eugenię (zm. 1998). Janina była żoną kapitana piechoty Henryka Ihnatowicza (ur. 1889). Eugenia od 1934 była żoną porucznika artylerii Eugeniusza Jakuba Goliszewskiego (1903–1940), słuchacza Wyższej Szkoły Intendentury (Kurs 1937–1939).
Ukończył gimnazjum filologiczne w Częstochowie w 1915 roku. W latach 1916–1918 był członkiem częstochowskiego okręgu Polskiej Organizacji Wojskowej, a po odzyskaniu niepodległości wstąpił do Szkoły Podchorążych w Warszawie. Od 20 października 1918 roku do 24 maja 1919 roku był uczniem Klasy „F”.
Od czerwca 1919 roku jako podporucznik walczył w składzie 34 pułku piechoty na Froncie Wołyńskim wojny polsko-bolszewickiej. W czasie walk wykazał się odwagą i po zakończeniu wojny został awansowany do stopnia porucznika. W okresie pokoju służył początkowo w 34 pułku piechoty w Białej Podlaskiej, po czym od 1926 roku pełnił funkcję kierownika wychowania fizycznego w Szkole Podchorążych Piechoty w Bydgoszczy. 19 marca 1928 roku został awansowany na kapitana ze starszeństwem z dniem 1 stycznia 1928 roku i 144. lokatą w korpusie oficerów piechoty. W 1933 roku został przeniesiony do 62 pułku piechoty, w którym dowodził batalionem. Na stopień majora został mianowany ze starszeństwem z 1 stycznia 1936 i 78. lokatą w korpusie oficerów piechoty. W 1939 był dowódcą Nakielskiego Batalionu Obrony Narodowej i jednocześnie komendantem 62 Obwodu Przysposobienia Wojskowego w Kcyni przy 62 pp.
W kampanii wrześniowej 1939 roku został ranny podczas bitwy nad Bzurą i trafił do niewoli. Skierowany do szpitala w Rawie Mazowieckiej, zbiegł z niego i przedostał się do Częstochowy, w której podjął pracę jako robotnik fizyczny. Od 1942 roku należał do ZWZ, a później AK. W 1943 roku został komendantem Częstochowy, która jako miasto stanowiła jeden z trzech podobwodów Częstochowskiego Obwodu AK.
Po zajęciu Częstochowy przez Armię Czerwoną w styczniu 1945 roku został aresztowany przez NKWD i wywieziony na Półwysep Kolski. Powrócił do Polski pod koniec 1948 roku, po czym przeprowadził się z rodziną do Katowic, w których podjął pracę jako kierownik magazynu w Zjednoczeniu Przemysłu Węglowego.
Zmarł 4 listopada 1965 roku w Katowicach.
Od 1924 roku był żonaty z Heleną Skajską, córką sędziego grodzkiego. Z tego małżeństwa miał córkę Hannę Bankiewiczową.

## Upamiętnienie
3 listopada 2012 roku na ścianie domu przy ul. Dąbrowskiego 17 w Częstochowie odsłonięto poświęconą mu tablicę pamiątkową, a 26 czerwca 2014 roku jego imieniem nazwano ulicę w dzielnicy Kiedrzyn, boczną od ul. Kuronia.

## Ordery i odznaczenia
- Krzyż Srebrny Orderu Wojskowego Virtuti Militari (1921)[10]
- Krzyż Walecznych – czterokrotnie (po raz 2, 3 i 4 w 1921)[11]
- Złoty Krzyż Zasługi (10 listopada 1938)[12][3]
- Medal Niepodległości